# Marian Sava
 (novembre 2017).
 (novembre 2017).
Pour les articles homonymes, voir Sava.
Marian C Sava, né en 1950 à Galați en Roumanie, est un sculpteur belge. Il travaille notamment le marbre noir belge, le marbre blanc, le petit granit, le bronze et le bois.

## Biographie
Dès son plus jeune âge, Marian C Sava est attiré par le dessin et la peinture, cependant la sculpture a toujours constitué une réelle fascination pour lui. 
Il obtient le Baccalauréat à Galati et travaille ensuite dans la marine marchande roumaine ce qui lui permet de voyager à travers les continents et de découvrir diverses civilisations et cultures. Il s’établit en Belgique en 1985.
En 1995, il obtient un diplôme de sculpture de l’Académie royale des beaux-arts de Bruxelles où il a été l'un des disciples du professeur Jean-Marie Mathot, sculpteur et peintre belge.
Après la fin de ses études, Marian C Sava entame une recherche personnelle portant sur sa création. Il teste avec patience divers matériaux en travaillant la terre, le plâtre, les résines, le bronze, la pierre bleue et le marbre qui l'a particulièrement captivé. Sa grande surprise a été la découverte du marbre noir belge, ou comme l'appellent  les sculpteurs qui arrivent à le polir le « marbre du diable ». 

## Prix et distinctions
- 2016 Membre Artiste du Cercle Royal Gaulois Artistique et Littéraire de Bruxelles, Belgique
- 2010 Diploma of Excellence, Biennale of Contemporary Art Competition, Artoteque, London
- 2009 Finaliste Competition Rooted, Luxembourg
- 2004 Chevalier Académique de l’Académie Internationale «Greci Marino» d’Italie
- 1999 Premier prix au Salon de Cannes, France
- 1998 Prix du Président au Salon de Printemps, Lyon, France
- 1998 Grand Prix au Salon d’Orgon, France

## Expositions (sélection)
Marian C Sava est présent dans de nombreuses expositions et lieux publics prestigieux à partir de 1995 :
- Tower 42, London, Grande Bretagne
- Commission Européenne, Bruxelles, Belgique Musée de Jette, Bruxelles, Belgique
- Société Nationale des Beaux-Arts, Musée du Louvre, Paris
- Musée Juif de Belgique, Bruxelles - Espace P. Cardin, Salons Libres Européens, Paris
- Exposition Palais de Schönbrunn, Vienne, Autriche
- Parlement Européen, Bruxelles, Belgique Nocturnes du Sablon, Bruxelles
- Salon d’Art contemporain de Versailles, France Galerie MFF, Saint-Paul de Vence, France
- Galerie d’art Am Tunnel, Luxembourg
- Salon Grands et Jeunes d’aujourd’hui, Paris, France
- Salon Comparaisons, Paris, France
- Salon de Printemps, Palais Municipal, Lyon, France
- Palast Galerie Berlin, Allemagne
- Salon International de Prestige, Cannes, France
- Salon International Art Nordic, Copenhague

## Galerie

Œuvres Marian C Sava
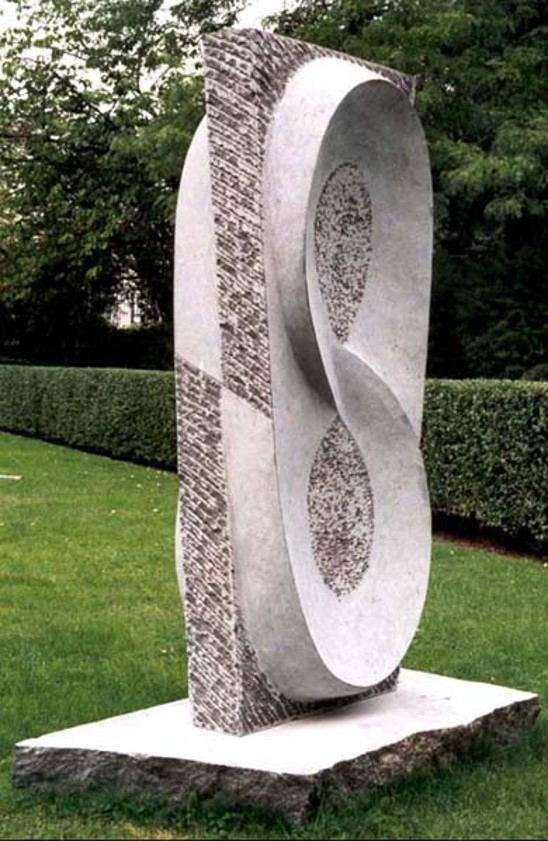
Union - Petit granit belge 195 x 70 x 50 cm
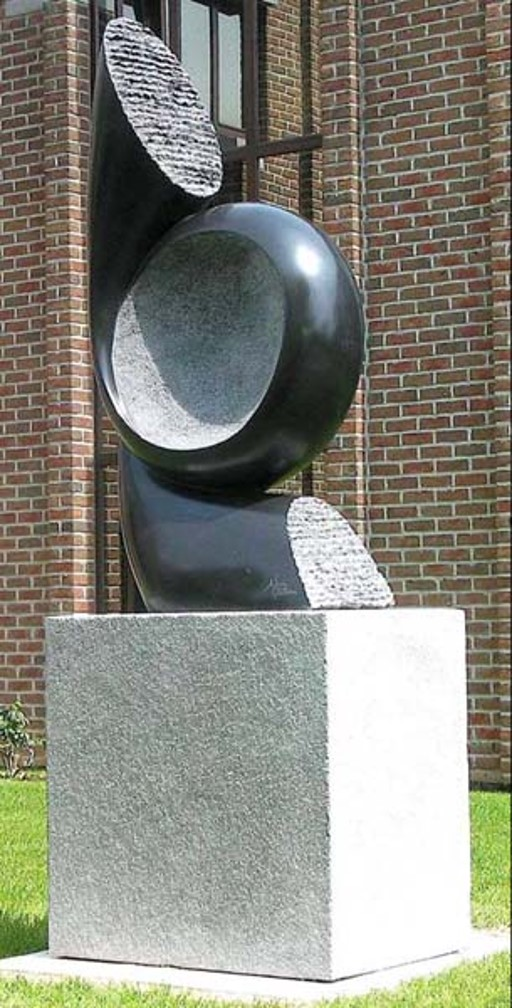
Patience - Marbre noir belge 250 x 70 x 40 cm

## Symposiums
L'artiste Marian C Sava a été sélectionné pour réaliser des sculptures monumentales dans des symposiums internationaux de sculpture dans divers pays tels qu'en :
- Grèce à Drama où il a réalisé trois sculptures en marbre blanc dont les titres sont « Vague », « Union » et « Confetti »
- France à Mijoux où il a travaillé le marbre rose dans son œuvre nommé « Trophée » et à Morteau où il a travaillé le bois pour l’œuvre « La Dame verte »
- Turquie à Istanbul où il a travaillé le marbre blanc dans son œuvre « Buisson ardent » et à Mersin où il a travaillé le marbre blanc pour l’œuvre nommée « Trophée »
- Liban à Aley où il a travaillé le marbre blanc pour son œuvre « Harmonie »
- Suisse à Morges où il a travaillé le bois pour l’œuvre « Métronome »
- Belgique à Sprimont où il a travaillé le petit granit pour son œuvre nommée « Union »

## Critiques d'art (sélection)
A plusieurs reprises, critiques d'art et journalistes ont mis en évidence la présence de Marian Sava dans le monde de l'art.
En 1998 à Paris, Lionel Scantéyé faisant partie d'AICA a écrit : « l’art de SAVA est un art de concentration intellectuelle, de concept, de concision mathématique et de sobriété. Son but est de parvenir à capter et restituer l’instant, de représenter une idée, un mouvement, un élan… L’art de SAVA a une âme, un esprit, elle vit, communique, s’impose et fascine… »
En 2008 à Bruxelles, Colette Bertot a écrit: « Sava fait chanter la pierre… »
Plus récemment, en 2014 à Toulouse, Agnès Matonti a écrit que « L’œuvre de SAVA révèle le contraste subtil entre la matière, froide, brute, rigide et la délicatesse des formes, épurées, sensuelles et aériennes ».

### Acquisitions officielles
En Belgique, la mairie de la ville de Willebroek a acquis la sculpture « Source ». La société BBC du Parc Scientifique Einstein de l’Université de Louvain-la-Neuve de Belgique a également acquis une œuvre de Marian Sava, la sculpture « Patience ».

### Donations
La sculpture « Porte Bonheur » a été offerte par l'artiste aux enfants malades de l'hôpital Reine Fabiola, en Belgique.
Marian Sava a offert à la ville de Bruxelles, où il vit et travaille, la sculpture « Union » qui a été installée en 2000 dans le jardin du Musée de Jette.